# Marcus Forss
Marcus Forss (Turku, 18 giugno 1999) è un calciatore finlandese, attaccante del Middlesbrough e della nazionale finlandese.

## Biografia
Suo nonno è l'ex calciatore finlandese Rainer Forss.

## Caratteristiche tecniche
Prima punta dotata di una buona tecnica di base e una notevole velocità, caratteristica che lo rende utilizzabile anche da ala su entrambe le fasce presenta una notevole vena realizzativa e un ottimo tiro da fuori.

## Carriera

### Club
Dopo avere iniziato la carriera in patria, nel 2012, a 13 anni, viene ingaggiato dal West Bromwich.
Nel 2017 lascia gli hawthorns per poi accasarsi al Brentford, con cui sigla un contratto biennale.
Il 2 settembre 2019 estende il proprio contratto con il club sino al 2023; lo stesso giorno viene ceduto in prestito all'AFC Wimbledon. Debutta con il club il cinque giorni dopo contro il MK Dons, andando anche a segno ma senza evitare la sconfitta per 2-1 della sua squadra. S'impone subito come centravanti titolare della squadra, trovando spesso la via del goal e realizzando una tripletta nel successo esterno contro il Southend Utd (1-4) e una doppietta in trasferta contro il Bolton.
Nonostante il buon rendimento offerto con 11 reti in 19 partite tra campionato e coppe, il 14 gennaio 2020 (a causa di un infortunio alla coscia) fa ritorno al Brentford.
Tornato a disposizione nella stagione 2020-2021, in cui entra a far parte delle rotazioni dei biancorossi (con cui rinnova ulteriormente il proprio contratto, questa volta fino al 2026), segna 10 reti in 50 partite tra campionato e coppe, raggiungendo la promozione a fine anno. Nei play-off ha realizzato un gol nel successo per 3-1 contro il Bournemouth, che ha consentito alla squadra di ribaltare la sconfitta per 1-0 dell'andata. Il 29 maggio la squadra raggiunge la promozione in Premier dopo avere battuto lo Swansea City in finale.
Il 13 agosto 2021 ha esordito in Premier League in occasione del successo per 2-0 contro l'Arsenal. Il 21 settembre 2021 segna quattro gol all' Oldham in English Football League Cup, collaborando alla vittoria per 7-0.
Il 31 gennaio 2022 viene ceduto in prestito all'Hull City. Debutta con i tigers il 5 febbraio seguente in occasione della sconfitta per 0-1 contro il Preston N.E., mentre 14 giorni dopo realizza il suo primo gol per loro in occasione del pareggio per 1-1 contro il QPR.

### Nazionale
Ha giocato nella nazionale finlandese Under-21.
Il 10 novembre 2020 ha ricevuto la sua prima chiamata in nazionale maggiore. Debutta con la selezione finlandese il giorno successivo giocando l'amichevole vinta 2-0 contro la Francia, match dove ha segnato la prima rete.
Il 1º giugno 2021 viene incluso nella lista finale dei 26 convocati per gli Europei.

## Statistiche
Statistiche aggiornate al 21 settembre 2021.
| Stagione         | Squadra          | Campionato       | Campionato | Campionato | Coppe nazionali | Coppe nazionali | Coppe nazionali | Coppe continentali | Coppe continentali | Coppe continentali | Altre coppe | Altre coppe | Altre coppe | Totale | Totale |
| Stagione         | Squadra          | Comp             | Pres       | Reti       | Comp            | Pres            | Reti            | Comp               | Pres               | Reti               | Comp        | Pres        | Reti        | Pres   | Reti   |
| ---------------- | ---------------- | ---------------- | ---------- | ---------- | --------------- | --------------- | --------------- | ------------------ | ------------------ | ------------------ | ----------- | ----------- | ----------- | ------ | ------ |
| 2018-2019        | Brentford        | FLC              | 6          | 1          | FACup+CdL       | 1+2             | 0+1             | -                  | -                  | -                  | -           | -           | -           | 9      | 2      |
| 2019-2020        | Brentford        | FLC              | 2          | 0          | FACup+CdL       | 0+1             | 1               | -                  | -                  | -                  | -           | -           | -           | 3      | 1      |
| 2019-gen. 2020   | AFC Wimbledon    | FL1              | 18         | 11         | FACup+CdL       | 0               | 0               | -                  | -                  | -                  | FLT         | 1           | 0           | 19     | 11     |
| 2020-2021        | Brentford        | FLC              | 39+3       | 7+1        | FACup+CdL       | 2+6             | 0+2             | -                  | -                  | -                  | -           | -           | -           | 50     | 10     |
| 2021-2022        | Brentford        | PL               | 1          | 0          | FACup+CdL       | 0+2             | 5               | -                  | -                  | -                  | -           | -           | -           | 3      | 5      |
| Totale Brentford | Totale Brentford | Totale Brentford | 48+3       | 8+1        |                 | 14              | 9               |                    | -                  | -                  |             | -           | -           | 65     | 18     |
| Totale carriera  | Totale carriera  | Totale carriera  | 69         | 20         |                 | 14              | 9               |                    | -                  | -                  |             | 1           | 0           | 84     | 29     |

### Cronologia presenze e reti in nazionale
| Cronologia completa delle presenze e delle reti in nazionale ― Finlandia | Cronologia completa delle presenze e delle reti in nazionale ― Finlandia | Cronologia completa delle presenze e delle reti in nazionale ― Finlandia | Cronologia completa delle presenze e delle reti in nazionale ― Finlandia | Cronologia completa delle presenze e delle reti in nazionale ― Finlandia | Cronologia completa delle presenze e delle reti in nazionale ― Finlandia | Cronologia completa delle presenze e delle reti in nazionale ― Finlandia | Cronologia completa delle presenze e delle reti in nazionale ― Finlandia |
| Data                                                                     | Città                                                                    | In casa                                                                  | Risultato                                                                | Ospiti                                                                   | Competizione                                                             | Reti                                                                     | Note                                                                     |
| ------------------------------------------------------------------------ | ------------------------------------------------------------------------ | ------------------------------------------------------------------------ | ------------------------------------------------------------------------ | ------------------------------------------------------------------------ | ------------------------------------------------------------------------ | ------------------------------------------------------------------------ | ------------------------------------------------------------------------ |
| 11-11-2020                                                               | Saint-Denis                                                              | Francia                                                                  | 0 – 2                                                                    | Finlandia                                                                | Amichevole                                                               | 1                                                                        |                                                                          |
| 15-11-2020                                                               | Sofia                                                                    | Bulgaria                                                                 | 1 – 2                                                                    | Finlandia                                                                | UEFA Nations League 2020-2021 - 1º turno                                 | -                                                                        | 35’                                                                      |
| 18-11-2020                                                               | Cardiff                                                                  | Galles                                                                   | 3 – 1                                                                    | Finlandia                                                                | UEFA Nations League 2020-2021 - 1º turno                                 | -                                                                        | 89’                                                                      |
| 31-3-2021                                                                | San Gallo                                                                | Svizzera                                                                 | 3 – 2                                                                    | Finlandia                                                                | Amichevole                                                               | -                                                                        | 65’                                                                      |
| 4-6-2021                                                                 | Helsinki                                                                 | Finlandia                                                                | 0 – 1                                                                    | Estonia                                                                  | Amichevole                                                               | -                                                                        | 46’                                                                      |
| 12-6-2021                                                                | Copenaghen                                                               | Danimarca                                                                | 0 – 1                                                                    | Finlandia                                                                | Euro 2020 - 1º turno                                                     | -                                                                        | 84’                                                                      |
| 21-6-2021                                                                | San Pietroburgo                                                          | Finlandia                                                                | 0 – 2                                                                    | Belgio                                                                   | Euro 2020 - 1º turno                                                     | -                                                                        | 90+1’                                                                    |
| 1-9-2021                                                                 | Helsinki                                                                 | Finlandia                                                                | 0 – 0                                                                    | Galles                                                                   | Amichevole                                                               | -                                                                        | 73’                                                                      |
| 4-9-2021                                                                 | Helsinki                                                                 | Finlandia                                                                | 1 – 0                                                                    | Kazakistan                                                               | Qual. Mondiali 2022                                                      | -                                                                        | 90+2’                                                                    |
| 13-11-2021                                                               | Zenica                                                                   | Bosnia ed Erzegovina                                                     | 1 – 3                                                                    | Finlandia                                                                | Qual. Mondiali 2022                                                      | 1                                                                        | 46’                                                                      |
| 16-11-2021                                                               | Helsinki                                                                 | Finlandia                                                                | 0 – 2                                                                    | Francia                                                                  | Qual. Mondiali 2022                                                      | -                                                                        | 64’                                                                      |
| 29-3-2022                                                                | Murcia                                                                   | Finlandia                                                                | 0 – 2                                                                    | Slovacchia                                                               | Amichevole                                                               | -                                                                        | 85’                                                                      |
| 4-6-2022                                                                 | Helsinki                                                                 | Finlandia                                                                | 1 – 1                                                                    | Bosnia ed Erzegovina                                                     | UEFA Nations League 2022-2023 - 1º turno                                 | -                                                                        | 78’                                                                      |
| 7-6-2022                                                                 | Helsinki                                                                 | Finlandia                                                                | 2 – 0                                                                    | Montenegro                                                               | UEFA Nations League 2022-2023 - 1º turno                                 | -                                                                        | 67’                                                                      |
| 26-9-2022                                                                | Podgorica                                                                | Montenegro                                                               | 0 – 2                                                                    | Finlandia                                                                | UEFA Nations League 2022-2023 - 1º turno                                 | -                                                                        | 74’                                                                      |
| 17-11-2022                                                               | Skopje                                                                   | Macedonia del Nord                                                       | 1 – 1                                                                    | Finlandia                                                                | Amichevole                                                               | -                                                                        | 83’                                                                      |
| 20-11-2022                                                               | Oslo                                                                     | Norvegia                                                                 | 1 – 1                                                                    | Finlandia                                                                | Amichevole                                                               | -                                                                        | 83’                                                                      |
| 23-3-2023                                                                | Copenaghen                                                               | Danimarca                                                                | 3 – 1                                                                    | Finlandia                                                                | Qual. Euro 2024                                                          | -                                                                        | 73’                                                                      |
| 26-3-2023                                                                | Belfast                                                                  | Irlanda del Nord                                                         | 0 – 1                                                                    | Finlandia                                                                | Qual. Euro 2024                                                          | -                                                                        | 70’                                                                      |
| 14-10-2023                                                               | Lubiana                                                                  | Slovenia                                                                 | 3 – 0                                                                    | Finlandia                                                                | Qual. Euro 2024                                                          | -                                                                        | 77’                                                                      |
| 17-10-2023                                                               | Helsinki                                                                 | Finlandia                                                                | 1 – 2                                                                    | Kazakistan                                                               | Qual. Euro 2024                                                          | -                                                                        | 77’                                                                      |
| Totale                                                                   |                                                                          | Presenze                                                                 | 21                                                                       |                                                                          | Reti                                                                     | 2                                                                        |                                                                          |

## Palmarès

### Individuale
- Capocannoniere della Football League Cup: 1

2021-2022 (5 reti)